# 라인란트 사생아
라인란트 사생아(Rheinlandbastard)는 제1차 세계대전 이후 라인란트에서 프랑스령 아프리카 출신 프랑스 군인과 독일 여성 사이에서 태어난 다인종 혼혈 사생아를 뜻하는 말이다. 나치 독일 치하에서 그들을 유전적으로 단종시켰다.